# Monstercat
A Monstercat (Szörnymacska) egy Kanadában alapított EDM (Electronic Dance Music, elektronikus tánczene) lemezkiadó. Székhelye Brit Kolumbiában, Vancouverben található. 

## Története
A kiadót 2011 júliusában Mike Darlington (vezérigazgató), Ari Paunonen (ügyvezető igazgató), Jonathan Winter és James Leusink alapította.

## Műsorpolitikája
A lemezkiadó egy körforgáshoz tartja magát: hétfőn, csütörtökön és pénteken adnak ki új zenét (év végén általában előre hoznak néhány kiadást, ezáltal ritkán hétvégén, illetve a nem megjelölt napokon is adhatnak ki zenét). Minden kedden du. 1 órakor élőben streamelnek egy egyórás Podcastot a Twitch.tv csatornájukon. Minden ~30 zenénél egy új albumot adnak ki. A kiadások a lemezkiadó oldalán és az iTunes, Bandcamp, Spotify, Xbox Music, GooglePlay Music, Apple Music, Beatport, YouTube oldalain találhatók meg.